# Rubie Joy Gabriel
Rubie Joy Gabriel (ur. 22 listopada 1994 w Kororze) – palauska lekkoatletka specjalizująca się w biegu na 100 metrów. Olimpijka.
Rubie Joy Gabriel zadebiutowała na arenie międzynarodowej podczas Letnich Igrzysk Olimpijskich Młodzieży 2010. W eliminacjach biegu na 100 metrów zajęła 7. pozycję w swoim biegu z czasem 13,57, ustanawiając tym samym swój rekord życiowy. Zakwalifikowała się wówczas do finału D, który ukończyła na 6. miejscu z czasem 13,77. Po raz kolejny wystartowała na Mistrzostwach Świata w Lekkoatletyce 2011. W biegu na 100 metrów kobiet zajęła ostatnią, 7. pozycję w swoim biegu preeliminacyjnym z czasem 13,48, ustanawiając tym samym swój nowy rekord życiowy. W 2012 roku zakwalifikowała się do reprezentacji Palau na Letnich Igrzyskach Olimpijskich 2012. Wystartowała w fazie preeliminacyjnej biegu na 100 metrów, zajmując w swoim biegu 7. pozycję z czasem 13,34 i ustanawiając swój rekord życiowy. Uzyskany przez nią wynik był 26. w preeliminacjach, w związku z czym nie zakwalifikowała się do dalszej części rywalizacji. Ustanawiając rekord życiowy w biegu na 100 metrów, nie awansowała do półfinału podczas mistrzostw świata w Moskwie (2013).